# Ethan Phillips
Ethan Phillips (Garden City, 8 febbraio 1955) è un attore statunitense è noto per aver interpretato il personaggio del Talassiano Neelix, nella serie televisiva Star Trek: Voyager, e PR Peter 'Pete' John Downey, nella sitcom Benson.

## Biografia
Phillips è cresciuto a Garden City nello stato di New York. Suo padre era uno dei proprietari di Frankie & Johnnie’s, una steakhouse tra la 45ª strada e 8ª Avenue di New York. Ha conseguito il diploma in letteratura inglese dall'Università di Boston e il suo Master of Fine Arts dall'Università Cornell. Suona il saxofono tenore nella Alan Wasserman Jazz Band.
Tra il 1979 e il 1980, Phillips è apparso nei panni di Maurice Utrillo nella prima dell'opera Modigliani di Dennis McIntyre al Astor Place Theater, opera che ebbe 208 repliche. Phillips si è esibito in spettacoli a New York per oltre quindici anni, inclusi Lips Together, Teeth Apart di Terrence McNally al Lucille Lortel, Misura per misura con Kevin Kline, al Delacorte Theater; e la prima di My Favorite Year al Lincoln Center come in molti altri lavori per la Playwrights Horizons, per lo Hudson Guild Theater, per l'American Jewish Theater e molti altri. Nel 1980 Phillips si è unito al cast della sitcom Benson, interpretando Pete Downey, PR del Governatore Gatling.
Phillips ha ottenuto diversi riconoscimenti presso i teatri regionali che includono quelli al Old Globe Theater di San Diego, all'Alaska Repertory Theater, al Seattle Repertory Theater, al Center Stage di Baltimora, alla Westport Country Playhouse, alla Boston Shakespeare Company, all'Actors Theater of Louisville, all'American Repertory Theater, alla Salt Lake Acting Co. e al McCarter Theatre. A Los Angeles, Phillips ha recitato in Side Man alla Pasadena Playhouse, in Lips Together, Teeth Apart al Mark Taper Forum, in You Can't Take It with You alla Geffen Playhouse, in Il borghese gentiluomo alla Pasadena Symphony, e nei pani di Polonio in Amleto all'Uprising Theater.
Phillips è stato un attore della Sundance Playwrights Conference nello Utah per sei stagioni, dove ha sviluppato la sua commedia drammatica in un atto Penguin Blues, pubblicata dalla Samuel French Inc. e inclusa nella raccolta The Best Short Plays of 1989 di Ramon Delgado. Basandosi sulla sua esperienza con la Sundance Playwrights Conference, Phillips ha aiutato a fondare la First Stage, un laboratorio di sviluppo per drammaturghi a Los Angeles.
Ha preso parte a diverse serie televisive e film per la TV come Pushing Daisies, Bones, Eli Stone, Criminal Minds, Numb3rs, Las Vegas, L.A. Law - Avvocati a Los Angeles, JAG - Avvocati in divisa, Law & Order, Arrested Development - Ti presento i miei, Boston Legal, Castle, Rizzoli & Isles, La strana coppia e The Mentalist, Deadbeat, The Good Wife, and Veep - Vicepresidente incompetente. Ha interpretato il personaggio ricorrente Keith nelle ultime due stagioni di Girls della regista Lena Dunham.
Nel 1990 entra a far parte del franchise di fantascienza Star Trek, interpretando il Ferengi Dottor Farek nell'episodio Il rapimento (Ménage à Troi, 1990) della quarta stagione della serie Star Trek: The Next Generation. Dal 1995 interpreta il Talassiano Neelix nella serie televisiva Star Trek: Voyager, quarta serie live action del franchise, rimanendo nel cast regolare della serie fino alla settima e ultima stagione. Nel 1996 ha interpretato un cameo nel film Primo Contatto (Star Trek: First Contact) come Maître olografico del nightclub sul ponte ologrammi. Infine ha interpretato il Ferengi Ulis capitano di una nave pirata nell'episodio Acquisizione (Acquisition, 2002) della prima stagione della serie televisiva Star Trek: Enterprise, quinta serie live action del franchise. L'attore appare inoltre nel film fanfiction distribuito direct-to-video del 2007 diretto da Tim Russ (il Tuvok di Voyager), Star Trek: Of Gods and Men, dove impersona Data Clerk. Ha inoltre prestato la voce a Neelix anche nei videogiochi Star Trek: Voyager - Elite Force (2000) e Star Trek Online (2010).
Phillips dato la voce a diversi personaggi in diversi videogiochi del franchise di Star Wars: nel 2000 in Star Wars: Force Commander, nel 2001 in Star Wars: Galactic Battlegrounds e nel 2003 in Star Wars: Knights of the Old Republic.
Phillips è apparso in più di trenta film il primo dei quali è Ragtime (diretto da Miloš Forman). Le sue altre apparizioni includono In ricchezza e in povertà, Jeffrey, L'Uomo Ombra, Wagons East!, L'uomo senza volto, Green Card - Matrimonio di convenienza, Conta su di me, Critters (Gli extraroditori), I maledetti di Broadway, The Island, Babbo bastardo, and The Babysitters. I film più recenti includono Shadow Witness, Audrey, A proposito di Davis dei Fratelli Coen, Irrational Man di Woody Allen e La notte del giudizio - Election Year di James DeMonaco.
È apparso nella première di November di David Mamet all'Ethel Barrymore Theater e ha interpretato il ruolo dell'antagonista al fianco di Peter Dinklage ne Il malato immaginario, con cast tutto al maschile, per il SummerScape Festival del Bard College nel 2012. Tra il 2013 e il 2014 ha interpretato Stanley Levison in All the Way di Robert Schenkkan all'American Repertory Theater. Phillips si è trasferito con lo spettacolo al Neil Simon Theater di Broadway, lo spettacolo ha vinto il Tony Award per la migliore opera teatrale e Bryan Cranston quello come miglior attore protagonista. Più recentemente Phillips ha interpretato ruoli principale alle première di Taking Care of Baby di Dennis Kelly, di Golden Age di Terrence McNally, e di By the Water di Sharyn Rothstein, tutti per il Manhattan Theater Club.

## Filmografia parziale

### Attore

#### Cinema
- Ragtime, regia di Miloš Forman (1981)
- Critters (Gli extraroditori) (Critters), regia di Stephen Herek (1986)
- Affittasi ladra (Burglar), regia di Hugh Wilson (1987)
- Conta su di me (Lean on Me), regia di John G. Avildsen (1989)
- Glory - Uomini di gloria (Glory), regia di Edward Zwick (1989)
- I maledetti di Broadway (Bloodhounds of Broadway), regia di Howard Brookner (1989)
- Green Card - Matrimonio di convenienza (Green Card), regia di Peter Weir (1990)
- Critters 3, regia di Kristine Peterson (1991)
- Rain Without Thunder, regia di Gary O. Bennett (1992)
- L'uomo senza volto (The Man Without a Face), regia di Mel Gibson (1993)
- L'Uomo Ombra (The Shadow), regia di Russell Mulcahy (1994)
- Wagons East!, regia di Peter Markle (1994)
- Jeffrey, regia di Christopher Ashley (1995)
- Primo contatto (Star Trek: First Contact), regia di Jonathan Frakes (1996)
- The First Men in the Moon, regia di Jack Fletcher - direct-to-video (1997)
- In ricchezza e in povertà (For Richer or Poorer), regia di Brian Spycer (1997)
- The Battery, regia di Robert Duncan McNeill - cortometraggio (1998)
- Trekkies, regia di Roger Nygard - documentario (1997)
- 9mm of Love, regia di Robert Duncan McNeill - cortometraggio (2000)
- Untitled: 003-Embryo, regia di Mike Goedecke - cortometraggio (2000)
- La famiglia della giungla (The Wild Thornberrys Movie), regia di Cathy Malkasian e Jeff McGrath (2002) (non accreditato)
- Family Tree, regia di Vicky Jenson - cortometraggio (2003)
- Living in Walter's World, regia di Phil Kaufmann - cortometraggio (2003)
- Babbo bastardo (Bad Santa), regia di Terry Zwigoff (2003)
- Roddenberry on Patrol, regia di Tim Russ - direct-to-video (2003) - Mr. Gorn
- Trekkies 2, regia di Roger Nygard - documentario (2004)
- Geeks, regia di Matthew Group - documentario (2004)
- Chestnut - Un eroe a quattro zampe (Chestnut: Hero Of Central Park), regia di Robert Vince (2004)
- Governmentia (2005)
- The Island (The Island), regia di Michael Bay (2005)
- Before Jackie, regia di Jacques Gravett - cortometraggio (2005)
- Out of Omaha (2007)
- The Babysitters, regia di David Ross (2007)
- Hallowed Ground, regia di David Benullo (2007)
- Have Dreams, Will Travel, regia di Brad Isaacs (2007)
- Star Trek: Of Gods and Men, regia di Tim Russ - direct-to-video (2007)
- Plugged, regia di Tim Russ - cortometraggio (2007)
- Penguin Blues, regia di AJ Wedding - cortometraggio (2008)
- Keith, regia di Todd Kessler (2008)
- Big Game (2008)
- Primemates (2010)
- Dahmer Vs. Gacy, regia di Ford Austin (2010)
- Trim (2010)
- Shadow Witness (2012)
- A Night at the Silent Movie Theatre (2012)
- Coffin Baby (2013)
- RockBarnes: The Emperor in You (2013)
- A proposito di Davis (Inside Llewyn Davis), regia di Joel ed Ethan Coen (2013)
- Audrey, regia di Dean Pollack (2014)
- The Adventures of RoboRex (2014)
- Irrational Man, regia di Woody Allen (2015)
- Un patto mortale (2015)
- February, regia di Jessi Shuttleworth - cortometraggio (2015)
- Miles, regia di Nathan Adloff (2016)
- La notte del giudizio - Election Year (The Purge: Election Year), regia di James DeMonaco (2016)
- Future '38, regia di Jamie Greenberg (2017)
- Most Likely to Murder, regia di Dan Gregor (2018)
- 1 (2018)

#### Televisione
- Benson - serie TV (1980-1985)
- Una vita da vivere (One Life to Live) - serie TV, episodio 1x3814 (1983)
- Cuore e batticuore (Hart to Hart) - serie TV, episodio 5x04 (1983)
- Tre per tre (Three's a Crowd)- serie TV episodio 1x21 (1983)
- Ai confini della realtà (The Twilight Zone) - serie TV, episodio 1x54 (1986)
- Hunter - serie TV, episodio 3x05 (1986)
- Fuorilegge (serie televisiva) (Outlaws) - serie TV, episodio 1x11 (1987)
- L'ossessione che uccide - film TV (1987)
- Tutti per uno (Marblehead Manor) - serie TV, episodio 1x05 (1987)
- Le notti del lupo (Werewolf) - serie TV, episodi 1x01, 1x11 e 1x12 (1987)
- Star Trek: The Next Generation - serie TV, episodio 3x24 (1990)
- Doogie Howser (Doogie Howser, M.D.) - serie TV, episodio 2x03 (1990)
- L.A. Law - Avvocati a Los Angeles (L.A. Law) - serie TV episodi 4x17 e 7x16 (1990-1993)
- Le inchieste di Padre Dowling (Father Dowlin Mysteries) - serie TV, episodio 3x18 (1991)
- Murphy Brown - serie TV, episodio 3x21 (1991)
- Law & Order - I due volti della giustizia (Law & Order) - serie TV, episodio 3x06 (1992)
- Battito Finale (Condition: Critical) - film TV (1992)
- NYPD - New York Police Department (NYPD Blue) - serie TV, episodio 1x04 (1992)
- The Mommies - serie TV, episodio 1x23 (1994)
- Natural selction - film TV (1994)
- Platypus Man - serie TV, episodio 1x01 (1995)
- Maybe This Time - serie TV, episodio 1x11 (1995)
- Star Trek: Voyager - serie TV, 170 episodi (1995-2001) - Neelix
- Chicago Hope - serie TV, episodio 2x18 (1996)
- Homeboys in Outer Space - serie TV, episodio 1x06 (1996)
- Dalla Terra alla Luna (From the Earth to the Moon) - serie TV, episodio 1x08 (1998)
- The Lost World - film TV (1998)
- Endsville (2000)
- Star Trek: Enterprise - serie TV, episodio 1x19 (2002)
- Half & Half - serie TV, episodio 1x06 (2002)
- Providence - serie TV, episodio 5x07 (2002)
- Il tocco di un angelo (Touched by an Angel) - serie TV, episodio 9x19 (2003)
- Rock Me, Baby - serie TV, episodio 1x06 (2003)
- JAG - Avvocati in divisa (JAG) - serie TV, episodio 9x17 (2004)
- Arrested Development - Ti presento i miei (Arrested Development) - serie TV, episodio 1x20 (2004)
- Oliver Beene - serie TV, episodi 2x05 e 2x09 (2004)
- The Wright Stuff - serie TV (2005)
- Las Vegas - serie TV, episodio 3x03 (2005)
- Numb3rs - serie TV, episodio 2x13 (2006)
- Criminal Minds - serie TV, episodio 1x17 (2006)
- The Danny comden Project - film TV (2006)
- Love, Inc. - serie TV, episodio 1x18 (2006)
- Boston Legal - serie TV, episodi 3x03, 3x05 e 3x06 (2006)
- The War at Home - serie TV, episodio 2x06 (2006)
- Cavemen - serie TV, episodio 1x06 (2007)
- My Super Sweet 16: The Movie - film TV, regia di Neema Barnette (2007)
- Law Dogs - film TV (2007)
- Not Another High School Show - film TV (2007)
- Eli Stone - serie TV, episodio 1x09 (2008)
- Bones - serie TV, episodio 3x14 (2008)
- Pushing Daisies - serie TV, episodio 2x07 (2008)
- Mental - serie TV, episodio 1x03 (2009)
- The Eastmans - film TV (2009)
- True Blood - serie TV, episodio 2x04 (2009)
- Rizzoli & Isles - serie TV, episodio 1x06 (2009)
- La strana coppia (The Good Guys) - serie TV, episodio 1x11 (2010)
- The Middle - serie TV, episodio 2x04 (2010)
- Il tempo della nostra vita (Days of Our Lives) - serie TV, episodio 1x11456 (2010)
- Castle - serie TV, episodio 3x15 (2011)
- The Mentalist - serie TV, episodio 3x18 (2011)
- Febbre d'amore (The Young and the Restless) - serie TV, episodio 1x9652 e 1x9655 (2011)
- Chuck - serie TV, episodio 5x01 (2011)
- Arachnoquake - film TV (2012)
- Deadbeat - serie TV, episodio 1x07 (2014)
- Veep - Vicepresidente incompetente - serie TV, episodi 4x08 e 4x09 (2015)
- The Good Wife - serie TV, episodio 7x12 (2016)
- Younger - serie TV, episodio 3x09 (2016)
- All the Way - film TV, regia di Jay Roach (2016)
- Cozmo's - film TV (2016)
- Girls - serie TV, 4 episodi (2016-2017)
- Better Call Saul - serie TV, episodi 4x04 e 4x08 (2018)
- New Amsterdam - serie TV, episodio 1x06 (2018)

### Doppiatore

#### Cinema
- I Rugrats nella giungla (Rugrats Go Wild), regia di Igor Kovaljov e Norton Virgien (2003)

#### Televisione
- Rocket Power - E la sfida continua... (Rocket Power) - serie animata, episodio 1x11 (2002)
- I Rugrats - serie animata, episodio 8x05 (2002)
- Dallas & Robo - serie animata, episodio 1x07 (2018)

#### Videogiochi
- Star Trek: Voyager - Elite Force (2000) - Neelix
- Star Wars: Force Commander (2000)
- Star Wars: Galactic Battlegrounds (2001)
- Star Wars: Knights of the Old Republic (2003)
- Syphon Filter: Omega Strain (2004)
- Star Trek Online (2010) - Neelix

## Libri
- (EN) Penguin Blues. A one-act play, New York, Samuel French, 1988, ISBN 978-0-573-62391-2.
- (EN) The Star Trek Cookbook, con William J. Birnes, New York, Pocket Books, 1999, ISBN 978-0-671-00022-6.

## Doppiatori italiani
Nelle versioni in italiano delle opere in cui ha recitato, Ethan Philips è stato doppiato da:
- Oliviero Dinelli in Numb3rs, Irrational Man, La notte del giudizio - Election Year
- Ambrogio Colombo in A proposito di Davis, Better Call Saul
- Sergio Graziani in Critters (Gli extraroditori)
- Edoardo Nevola ne I Maledetti di Broadway
- Luca Dal Fabbro in Green Card - Matrimonio di convenienza
- Roberto Del Giudice in Star Trek: Voyager
- Giovanni Petrucci ne L'uomo senza volto
- Oreste Baldini ne L'Uomo Ombra
- Giuliano Santi in Chestnut - Un eroe a quattro zampe
- Franco Mannella in The Island
- Massimo Pizzirani in Criminal Minds
- Domenico Crescentini in The Middle
- Fabrizio Odetto in The Mentalist
- Raffaele Palmieri in Chuck